# Ptychocheilus
Ptychocheilus Agassiz, 1855 è un genere di pesce d'acqua dolce appartenente alla famiglia dei Cyprinidae, dell'ordine dei Cypriniforme.

## Tassonomia
Il genere è composto da quattro specie più altre sette classificate come sinonimi:
- Ptychocheilus grandis (Ayres, 1854)
- Ptychocheilus lucius Girard, 1856
- Ptychocheilus oregonensis (Richardson, 1836)
- Ptychocheilus umpquae Snyder, 1908